# 안세이 난카이 지진
안세이 난카이 지진(일본어: 安政南海地震)은 에도 시대 1854년 12월 24일(가에이 7년 음력 11월 5일)에 일어난 난카이 지진이다. 난카이 해곡 거대지진의 일부로 난카이 지진이 있기 32시간 전에 일어난 안세이 도카이 지진과 묶어서 안세이 지진(일본어: 安政地震) 또는 안세이 대지진(일본어: 安政大地震)이라 통칭하여 부른다. 이들 지진은 가에이 연간에 일어난 지진이나 천재지변 및 궁궐 화재, 페리 원정 사건 등의 이유로 연호를 개원하여 1854년을 원년으로 안세이로 바꿨기 때문에 '안세이 지진'이라 불린다. 지진이 일어난 당시엔 도라 대변(일본어: 寅の大変)라 불리기도 했다.
안세이 난카이 지진은 기록이 많이 남은 역사지진 중 하나로, 여러 고서에 지진에 대한 기록이 남아있다. 또한 안세이 시기 무렵부턴 고서 및 일기 외에도 편지 등 여러 종류의 기록에도 지진에 대한 설명이 나오기 시작하면서 재해 시 사람들의 상세한 행동 기록도 남게 되었다.

## 에도 시대의 관련 지진
에도 시대엔 난카이 해곡을 잇는 지역을 진원으로 하는 지역에 일어난 지진으로 1707년(호에이 4년)에 일어난 호에이 지진이 있었다. 또한 안세이 지진은 '호에이 지진의 여파로 일어난 지진'으로 추정하는 학자들도 있어 호에이 지진 147년 후 일어난 난카이 해곡 거대지진은 지진 발생 간격이 짧은 편에 속하는 것이다는 주장도 있다.
1605년(게이초 9년)에 일어난 게이초 지진도 한때 진원역이 난카이도 해역에서 도카이도 해역에 걸친 난카이 해곡의 해일지진이라는 견해도 있었다. 하지만 게이초 지진의 진원역에는 여러 설이 존재하여 난카이 해곡 거대지진이 맞는지에 대해서 의문점이 남아 있으며 이즈-오가사와라 해구에서 일어난 지진이라는 설에서 먼 지역에서 온 쓰나미라는 설도 존재한다.
안세이 난카이 지진 이틀 후엔 호요 해협에서 규모 M7.0의 호요 해협 지진이 일어났다. 이듬해인 1855년엔 간토 지방에서 규모 M6.9-7.4의 안세이 에도 지진이 일어났다. 안세이 도카이 지진, 난카이 지진, 에도 지진을 묶어 안세이 3대 지진(일본어: 安政三大地震)이라 하며 1854년 이가우에노 지진, 1858년 히에쓰 지진 등 안세이 연간 연달아 일어난 대지진을 묶어 안세이 대지진이라 일컫는다.

## 지진

### 지진동
1854년 12월 24일 신하각경(七ツ半, 현대의 16시 반 경) 기이반도에서 시코쿠 해역을 진원으로 하는 지역에서 거대지진이 일어났다. 필리핀해판이 유라시아판 아래로 침강하는 지역인 난카이 해곡을 따라 일어난 해구형지진으로 추정된다.
지진 당일 도사국은 따뜻한 날씨에 쾌청하여 고치성에서 스모 순회공연이 있었으며 구경꾼들이 몰려온 가운데 지진이 일어나 일시적인 혼란에 빠졌다. '상창담'(桑滄談)에선 도사이리노(현 고치현 구로시오정 오카타 지구)에서는 처음엔 땅이 약하게 계속 흔들리다가 이윽고 강한 진동으로 바뀌었다고 기록되어 있다.
기나이 지방에선 전날 있었던 지진에 이어 "또 지진이 찾아왔다"고 써져 있으며 특히 오사카평야의 와카에(현 히가시오사카시)를 중심으로 반경 약 4km 근방에선 주택이 붕괴했으며 진도 6약에서 최대 6강으로 추정되는 장소가 있었다. 이 지역은 야요이 시대 때 가와치호가 존재했던 곳과 일치했고 물이 빠져 육지화가 된지 1,000년이 지난 후에도 강한 흔들림이 느껴지는 장소가 되었다. 미카와국 요시다번, 다하라번, 오와리번 등 전날 지진과 쓰나미로 막대한 피해를 입은 도카이 지방 각지에서도 지진을 느꼈으며 긴 지진동에 이어 서쪽에서 천둥 소리가 들렸다는 기록이 있다. 아라이주쿠에선 17시경(暮六ツ時) 일몰 전후 지진을 느끼면서 서쪽에서 '／＼／＼' 모양의 번개가 내려쳤다는 것을 목격했다는 기록이 있다.
오바마번(현 후쿠이현 오바마시)과 오와세구키(현 미에현 오와세시)에선 난카이 지진보단 도카이 지진을 더 강하게 느꼈다고 기록했지만, 나치카쓰우라(현 와카야마현 나치카쓰우라정), 유아사(현 와카야마현 유아사정), 히로(현 와카야마현 히로가와정)에선 난카이 지진을 더 강하게 느꼈다고 기록하고 있다. 교토(현 교토시)는 도카이 지진을 약간 더 강하게 느꼈다거나 둘을 비슷하게 느꼈다 등으로 갈려 기록되어 있으며, 오사카에서도 두 지진의 강도는 거의 비슷하다고 기록되어 있으며 손상 정도가 추가되었지만 난카이 지진은 쓰나미 피해도 더해졌다고 기록하고 있다.
안세이 난카이 지진으로 일본 기상청 진도 계급 기준 진도6으로 추정되는 영역은 시코쿠 태평양 연안 지역에서 기이 수도 연안, 아와지섬, 오사카평야 및 반슈평야이며 진도4 이상을 느낀 영역은 규슈에서 주부 지방에 이르는 가로 400km에 달하는 영역으로 추정된다.
안세이 난카이 지진은 당시 청나라에서도 지진을 느꼈다. 장쑤성 숙현(粛県), 가정(嘉定)(현 상하이시 자딩구)에서 '물이 넘치는 지진'이 있었다고 기록하고 있으며, 가정, 장쑤 숙현에서 뿌연 물이 2-3척 정도 밀려왔다고 기록되어 있다. 또한 진앙으로부터 1,300km 떨어진 상하이 지역에도 지진의 진동을 느꼈다는 기록이 있다. 쓰나미가 도달했다는 설도 있으나 장주기 지진동이 수면을 요동치게 만들어서 쓰나미로 착각했다고 주장하는 설도 있다. 난카이 지진 이틀 후 일어난 호요 해협 지진에서도 상하이에 진동을 느꼈다는 기록이 있다.
아래는 우사미(宇佐美, 1983)(宇佐美, 2003)의 두 연구에 따른 안세이 난카이 지진의 추정 진도 분포이다.
| 가도                                                           | 추정 진도 |
| -------------------------------------------------------------- | --- |
| 기나이                                                         | 교토(4-5), 후시미주쿠(5), 우지(5), 가도마(5-6), 핫토리(6), 오사카(5-6), 후세(6), 사카이(5), 기시와다(5-6), 나라(5), 고리야마(5), 고조(5), 아마가사키(5-6), 니시노미야(5-6), 신궁(5) |
| 도카이도 (슈쿠바)                                              | 에도(e) - 시나가와 - 가와사키 - 가나가와 - 호도가야 - 도쓰카 - 후지사와(E) - 히라쓰카 - 오이소 - 오다와라 - 하코네 - 미시마 - 누마즈 - 하라 - 요시와라 - 간바라 - 유이 - 오키쓰 - 에지리(E) - 후추 - 마리코 - 오카베 - 후지에다 - 시마다 - 가나야 - 닛사카 - 가케가와(4-5) - 후쿠로이(4-5) - 미쓰케 - 하마마쓰 - 마이사카 - 아라이(E) - 시라스카 - 후타가와 - 요시다(E) - 고유 - 아카사카 - 후지카와 - 오카자키 - 지류 - 나루미 - 미야 - 구와나(4-5) - 욧카이치(5-6) - 이시야쿠시 - 요노 - 가메야마 - 세키 - 사카시카 - 쓰치야마 - 미나쿠치 - 이시베 - 구사쓰 - 오쓰(S) - 교토(4-5) |
| 도카이도                                                       | 조시(E), 구마가이(M), 나라시노(e), 고슈(e), 고후(4-5), 사가라(4-5), 니시오(E), 다하라(e), 나고야(4-5), 쓰(5), 히사이(E) |
| 도산도                                                         | 모카(e), 나카노조(e), 수와(E), 고마가네(e), 이이다(E), 후쿠시마(E), 나카쓰가와(E), 오이(E), 다카야마(e), 오가키(5), 다루이(5), 가미시즈(5), 히코네(S) |
| 호쿠리쿠도                                                     | 분수(e), 가시와자키(e), 다카오카(E), 히미(M), 가가(4), 오노(E), 후쿠이(5), 사바에(E), 오바마(4-5) |
| 산인도                                                         | 가메야마(4), 소노베(4-5), 사사야마(4), 미야즈(E), 이즈시(E), 도요카(5), 이쿠노(e), 돗토리(5), 사카이미나토(5), 마쓰에(5), 히로세(5), 대사(5-6), 마스다(4-5), 조슈(5), 나가토(4) |
| 산요도                                                         | 아카시(5-6), 가코가와(6), 히메지(5), 다쓰노(5-6), 아보시(6), 아코(5-6), 쓰야마(4-5), 가쓰야마(e), 오카야마(5), 고지마(5), 구라시키(5), 미요시(5), 후쿠야마(5-6), 도모노우라(5), 오노미치(5), 미하라(5), 다케와라(5-6), 구레(5), 히로시마(5), 이와쿠니(5), 도쿠야마(5), 야마구치(4) |
| 난카이도                                                       | 신구(6-7), 나치카쓰우라(6), 고자(5-6), 구시모토(5-6), 난키시라하마(5), 기타나베(6), 히로무라(5-6), 기슈(5-6), 스모토(5-6), 나루토(6), 도쿠시마(6), 유키(5-6), 히와사(6), 아사카와(6), 가이요(6), 시시쿠이(6), 소다니산(5), 쓰다(5), 다카마쓰(6), 사카이데(5-6), 마루가메(5-6), 다도쓰(5-6), 젠쓰지(5), 고토히라(4-5), 가와노에(5), 다카히마(5), 니시조(5-6), 고마쓰(5-6), 이마바리(5), 마쓰야마(5), 오즈(5), 이요 요시다(5-6), 우와지마(5-6), 간노우라(5-6), 노네(6), 무로토(5-6), 야스(6), 아카오카(6), 나가오카군(5-6), 고치(5-6), 아가와군 우라토(6), 사카와(5-6), 다카오카군 우사(6), 스사키(6), 다카오카군 가미노카에(5-6), 구보카와(5-6), 유스하라(5), 하타군 이리노(6), 나카무라(6-7), 아시즈키(6), 가시와지마(6), 스쿠모(6) |
| 사이카이도                                                     | 고쿠라(5), 후쿠오카(e), 쓰시마 후추(e), 다자이후(e), 구루메(4), 사가(4-5), 이사하야(e), 야나가와(E), 구마모토(5), 야쓰시로(5), 히토요시(5-6), 모리(4), 나카쓰(4-5), 기쓰키(5), 히지(5), 벳푸(5-6), 오카(5), 후나이(5-6), 우스키(5-6), 사이키(5), 다카치호(5), 노베오카(5), 다카나베(5), 사도와라(5) |
| S: 강한 지진(≧4), E: 대지진(≧4), M: 중지진(2-3), e: 소지진(≦3) | |

### 피해
주부 지방에서 규슈에 걸친 일본 대부분 지역에서 피해를 입었으나, 도카이 지진과 난카이 지진 2개가 겹친 긴키 지방에선 두 지진의 피해를 서로 구별할 수가 없다. 게다가 이요국, 분고국, 히고국 히토요시번에선 난카이 지진 약 40시간 후 일어난 호요 해협 지진과도 피해가 겹쳤다.
호에이 지진과 마찬가지로 이즈모국 기쓰키 주변에선 강한 진동으로 붕괴된 주택이 150채가 넘는다고 기록되어 있다. 한편 호에이 지진과는 달리 동지 무렵의 기온이 내려가는 저녁 식사 시간에 지진이 일어나 불을 사용하는 시각이라 화재가 많이 일어났다. 특히 고치시, 스쿠모시, 나카무라정은 대화재로 큰 피해를 입었다. 도사국 영주 야마우치 요도의 집계에선 도사국 내에서만 372명이 사망했다고 기록되어 있다.
요시노강 하류에선 액상화현상이 일어나 가가스노 마을에선 '토사가 상류에서 휩쓸려 내려오고 취락마다 여기저기 흙에 파묻힌 듯 하며 강줄기엔 쓰나미 피해까지 겹쳤다'는 기록이 있다. 가미이타정의 간야케 유적에서도 안세이 난카이 지진으로 인한 토양액상화 흔적이 남아있다.

### 지각 변동
지진으로 일어난 지각 변동으로 시코쿠 및 기이반도 동남부가 경동 현상이 일어나 구시모토(현 구시모토정)는 1-1.2m, 무로토곶은 1.2m 융기하였다. 아시즈리곶은 이사우라에서 1.5m 융기하였다고 기록되어 있다. 반대로 가다(현 와카야마시)는 1m, 가노우라(현 도요정)는 1.2m 침강하였으며 고치 인근도 약 1m 침강하여 시오에무라, 신마치 게치이치 등 신덴 지역이 바닷속으로 잠겼다. 우사(현 도사시)에선 '우사 후쿠시마 지역은 한 면이 바다와 접하게 되었다'라는 기록이 있으며 가미노카에(현 나카토사정)은 '다이헨약기'(大変略記)에서 "가미노카에의 조수는 평생 본 조수보다 5척 더 높았다"고 기록되어 있으며 1.5m 정도 침강한 것으로 추정된다.
안세이 난카이 지진으로 도고 온천의 온천물이 106일간 용출이 멈췄다. 다음 해 2월 23일(그레고리력 1855년 4월 9일)에야 다시 온천물이 솟아오르기 시작했으며 4월 6일(5월 21일)이 되어서야 온천 목욕이 다시 허용되었다. 나마리야마촌 온천도 지진 이듬해 3월까지 온천물이 나오지 않았고 유노미네 온천도 지진 이듬해 2-3월까지 온천물이 나오지 않았다.
이렇게 일본 동남부의 융기 현상은 호에이 지진 및 쇼와 도난카이/난카이 지진에서도 관측되었고 이는 난카이 해곡 거대지진이 유라시아판의 단층 각도가 낮은 역단층형 충상단층의 해구형지진이라는 것을 시사한다.

### 지진 규모

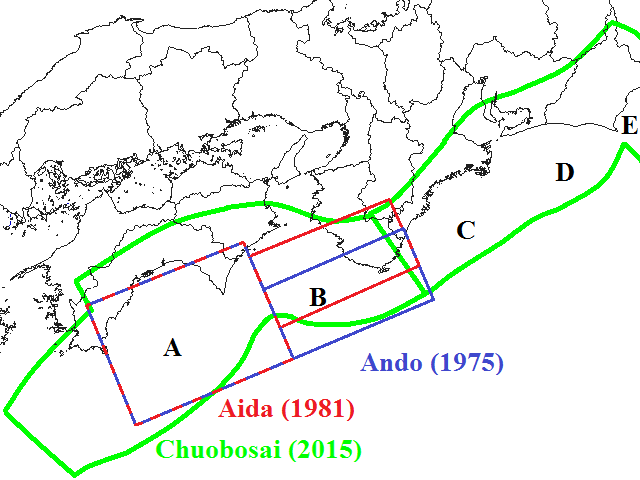
안세이 난카이 지진의 안도(安藤, 1975), 아이다(相田, 1981) 교수의 단층 모델에 따른 진원역(각 단층은 직사각형에 가까움)과 난카이 해곡 거대지진 모델 검토회에 따른 진원역.

가와스미(河角廣, 1951)는 지진 규모를 Mk7로 추정했으며 이를 규모로 환산하면 M8.4급이다. 우사미 타쓰오(宇佐美龍夫, 1970)는 가와스미 교수의 규모 분석과 일본 기상청 규모와의 관계를 분석하여 역시 규모 8.4에 가까울 것이라 추정했으나 당시엔 모멘트 규모라는 개념이 존재하지 않았으며 1960년 발디비아 지진도 규모 8.5로 기록되어 있었다. 1975년 안도 마쓰타카(安藤雅孝, 1975)는 수치 실험에서 2개 단층 모델을 가정하였고 1981년 아이다 이사무(相田勇, 1981)는 안도의 모델에서 동쪽의 단층을 북쪽으로 옮겨 가졍하였다. 각 단층의 개별 모멘트 규모 Mw는 서쪽부터 각각 8.4, 8.2(총 모멘트 규모 8.5)로 추정했다. 이 단층 모델은 1946년 난카이 지진 당시 기이반도 쪽의 단층 모델을 북쪽으로 옮기고 시소쿠 쪽 단층 모델을 확장하여 각각의 단층 미끄럼량을 수정한 것이었다.
2015년 일본 내각부의 "난카이 해곡 거대지진 모델 검토회"가 발간한 "난카이 해곡의 거대지진 장주기 지진동에 관한 보고서"에선 도카이 지진을 포함한 안세이 지진은 전체적으로 모멘트 규모가 Mw8.84인 단층 모델로 가정하였고, 같은 모델을 이용한 건축연구소에선 안세이 도카이 지진의 단층 모델에서 지진 모멘트 M0을 9.02×1021N·m로 가정하고 있으며 이 지진 모멘트를 빼면 안세이 난카이 지진의 모멘트 규모는 Mw8.7이 된다.

## 전조 현상
"今昔大変記" 기록에선 '대지진이 있는 때엔 4-5년 전부터 날씨가 불길해진다'고 기록하고 있고, 난카이 지진 약 1개월 전인 음력 10월 1일경엔 개펄이 펼쳐지는 등 비정상적인 썰물 시기가 펼쳐지는 일이 있었다고 기록되어 있다. 또한 지진 3-5일 전부턴 해저가 울리거나 땅울림 현상, 먼거리에서 들리는 이상한 소리 등이 있었으며 우라도만에서 나타나는 하라미의 잔(孕のジャン)이라고 하는, 예로부터 대지진 전후 소리가 울리는 현상이 있었다고 한다. 이 외에도 지렁이들이 대량으로 나와서 집단 폐사하는 현상이나 우물물 수위가 이상하게 낮아지거나 뿌옇게 변하는 현상이 일어났다고 기록되어 있다. 이와 같이 고문서에 기록되어 있는 여러 이상현상들은 지각변동으로 인한 융기 현상으로 인해 일어난 것으로 보이는 것도 있으나 이런 '현상'과 지진과의 인과관계는 명확하지 않는 면이 많다.
난카이 지진이 일어난 당일 아침 구마노 지방이나 고치 부근에선 태양이 이상하게 빨간색이나 노란색으로 물들었다는 현상을 보았다는 기록이 있으나 이는 전조가 아닌 전날 도카이 지진으로 일어난 화재 분진이 하늘을 가려 뿌옇게 되어 일어난 현상으로 보인다.

## 여진
난카이 지진 40시간 후인 1854년 12월 26일 오전 9-10시 경엔 분고 수도 해역을 진원으로 하는 호요 해협 지진(M7.4)가 일어나 이요국에서 분고국 지역이 격렬하게 흔들렸고 오즈 번과 이요 요시다 번에선 가옥 붕괴 피해가 있었다.
안세이 원년 오미소카(1855년 2월 16일 오전 8-9시경) 날엔 고치에서 대규모 여진이 일어나 도쿠시마 및 타나베에서 강한 진동을 느꼈으며, 이후 여진 횟수가 급격하게 늘었다고 기록되어 있다.
도사시 우사 진각사(眞覚寺)의 주지인 이노우에 시즈카가 기록한 지진 피해 기록서인 '진각사일기'(眞覚寺日記)엔 매일 있었던 지진이 기록되어 있는데, 1864년 2월 7일(분큐 3년) '더 이상의 지진이 없어 책을 마무리'하며 지진 일기를 끝내기까지 9년간 지진이 2,979회(도카이, 난카이 본진 2회 포함 2,981회) 기록되었다. 유감여진의 횟수는 쇼와 난카이 지진의 횟수보다 더 컸다. 이 여진 횟수를 오모리 공식에 대입하면 계수 p는 0.9-1.0, c는 0.8-1.0이 된다.
고치성벽 아래에서 반조초 수문장이 기록한 지진일기에선 지진 후 1년간 여진이 817회 기록되어 있다. 고치성에서 느낀 유감지진 횟수는 진원역에 가까운 우사에서보다도 적었다.
| 월               | 고치성 기록 | 고치성 기록 | 고치성 기록 | 고치성 기록 | 우사 '진각사일기' 기록 | 우사 '진각사일기' 기록 | 우사 '진각사일기' 기록 | 우사 '진각사일기' 기록 | 우사 '진각사일기' 기록 |
| 월               | 대          | 중          | 소          | 계          | 대                     | 중                     | 소                     | 지진                   | 계                     |
| ---------------- | ----------- | ----------- | ----------- | ----------- | ---------------------- | ---------------------- | ---------------------- | ---------------------- | ---------------------- |
| 가에이 7년 11월  | 7           | 44          | 196         | 247         | 2                      | 5                      | 22                     | 89                     | 118                    |
| 안세이 원년 12월 | 3           | 20          | 73          | 96          | 2                      | 16                     | 40                     | 88                     | 146                    |
| 안세이 2년 1월   |             | 8           | 107         | 115         | 3                      | 229                    | 91                     | 396                    | 719                    |
| 2월              |             | 7           | 56          | 63          |                        | 47                     | 48                     | 34                     | 129                    |
| 3월              |             | 6           | 42          | 48          |                        | 27                     | 69                     | 12                     | 108                    |
| 4월              | 1           | 4           | 41          | 46          |                        | 29                     | 69                     | 11                     | 109                    |
| 5월              | 1           | 2           | 31          | 33(Sic)     | 1                      | 18                     | 49                     | 2                      | 70                     |
| 6월              |             | 1           | 31          | 32          |                        | 19                     | 52                     | 5                      | 76                     |
| 7월              |             | 6           | 30          | 36          |                        | 21                     | 46                     |                        | 67                     |
| 8월              |             | 10          | 9           | 19          |                        | 15                     | 52                     | 1                      | 68                     |
| 9월              |             | 2           | 19          | 20          | 2                      | 16                     | 39                     | 1                      | 58                     |
| 10월             |             | 1           | 28          | 29          |                        | 11                     | 40                     |                        | 51                     |
| 11월             |             |             | 18          | 18          |                        | 16                     | 33                     |                        | 49                     |
| 12월             |             |             | 14          | 14          |                        | 6                      | 42                     | 2                      | 50                     |

## 쓰나미
기이반도 서쪽은 도카이 지진보다 더 높은 쓰나미가 내습했다. 각지의 쓰나미 높이는 구시모토에서 15m, 시시쿠이에서 5-6m, 무로토에서 3.3m, 다네자키에서 11m, 구레는 16.1m에 달했다. 여러 쓰나미 기록에선 구시노 신구(현 신구시) 동쪽에선 4일의 쓰나미 높이를 넘는 쓰나미가 몰려왔다고 기록되어 있으며, 나치가쓰우라에선 어제(도카이 지진)의 쓰나미는 가볍게 보일 정도의 쓰나미가 몰려왔다고 기록되어 있다. 시오노곶 서쪽의 쓰나미 피해 대부분은 난카이 지진으로 일어난 것이었다.
안세이 난카이 지진의 쓰나미 높이는 도사만을 중심으로 호에이 지진 때의 절반이고 쇼와 난카이 지진 때의 2배였지만 미나미정 다이노하마의 쓰나미 퇴적물 두께 분석에선 도쿠시마현 동쪽 연안 일부 지역에선 호에이 지진보다 더 높은 쓰나미가 왔을 것으로 추정된다.
반면 전날 있었던 도카이 지진으로 인해 난카이 지진의 쓰나미 피해는 줄어든 면이 있다. 기이와 아와 지역에선 전날 도카이 지진과 쓰나미를 경험하고 난 후 다음날 온 난카이 지진의 흔들림과 쓰나미에 대한 대비가 훨씬 잘 되어 피해가 줄어들었다.
아래 목록은 각 학자들에 따른 일본 각지에 내습한 쓰나미 추정 높이 연구이다.
| 지역              | 지역                         | 추정 쓰나미 높이 | 추정 쓰나미 높이            | 추정 쓰나미 높이 | 추정 쓰나미 높이 | 추정 쓰나미 높이   |
| 지역              | 지역                         | 고문서의 기록 | 이마무라 (1935-40)          | 하토리 (1977-84) | 쓰지 (2007-11)   | 기타               |
| ----------------- | ---------------------------- | --- | --------------------------- | ---------------- | ---------------- | ------------------ |
| 이즈 시모다       | 현 시즈오카현 시모다시       | 저녁 6시 반 무렵 쓰나미가 내습했다. 시모다 오카가타무라엔 쓰나미가 휩쓸러 가옥이 남지 않고 쓸러갔다.(伊豆下田より之書状 기록)                                                                                            |                             |                  |                  | 2m                 |
| 기이 가쓰우라     | 현 와카야마현 나치카쓰우라정 | 5일 7시 경 쓰나미가 몰려왔는데, 어제(도카이 지진)과는 또 다른 큰 쓰나미였다.(藤社家雑録 기록) |                             | 2m               |                  |                    |
| 구시모토          | 현 구시모토정                | 에다구미, 니시키 지역에 쓰나미가 내습했다.(和歌山県串本町誌 기록) |                             | 4.5m             | 6m               | 15m                |
| 고자              | 현 구시모토정                | 후쿠로에선 3척이 넘는 쓰나미가 내습했다.(地震洪浪の記 기록) |                             | 4.5-5m           |                  | 9m                 |
| 다나베            | 현 다나베시                  | 아이즈 강에 쓰나미가 역류하였으며, 아키쓰, 구지누키, 인베 마을 등에 쓰나미가 덮쳤다.(和歌山県下に於ける宝永安政年度の津浪状況調査 기록)                                                                                  | 12척                        | 3-3.5m           |                  |                    |
| 히로              | 현 히로가와정                | 하이치만 신사 앞 이폰마쓰(一本松) 앞까지 쓰나미가 덮쳤다. | 해안 6m, 이폰마쓰 8.0m      | 5m               |                  |                    |
| 유아사            | 현 유아사정                  | 유아사 남쪽 벳쇼 쇼라쿠지사 아래까지 덮쳤다.(和歌山県下に於ける宝永安政年度の津浪状況調査 기록) | 5.1m                        | 4.2m             |                  |                    |
| 이즈미 사카이     | 현 오사카부 사카이시         | 사카이 곳곳에서 하천에 쓰나미가 역류했다.(擁護璽碑文 기록) |                             | 2.5m             |                  | 2.5m               |
| 오사카            | 현 오사카시                  | 선착장 해안이 물에 잠기고 계단이 5계단 정도 진흙으로 덮였으며, 심한 곳은 최대 45개 계단이 물에 잠기기도 했다.(大坂地震津波荒増日記写 기록)                                                                               |                             | 2.5-3m           |                  | 3m                 |
| 하리마 아코       | 현 효고현 아코시             | 5일 늦은 저녁-밤에 바다 멀리 높은 쓰나미가 보이더니 2-4시간 후에 거대한 파도가 해안가를 덮쳤다.(年中用事扣 기록) |                             | 3m               |                  | 3m                 |
| 비젠 무시아게     | 현 오카야마현 오카야마시     | 평상시 조수보다 약 7척 높은 파도가 몰려왔다.(邑久郡誌 기록) |                             | 2m               |                  | 2m                 |
| 빈고 미하라       | 현 히로시마현 미하라시       | 우라시마 거리가 진흙으로 전부 덮혔다.(上田家文書 기록) |                             | 1.5m             |                  |                    |
| 이노섬            | 현 오노미치시                | |                             |                  |                  | 2m                 |
| 아키 오사키시모섬 | 현 구레시                    | 높이를 알 수 없는 파도가 몰려와 덮쳤다.(地震損所土留方御願書附 기록) |                             | 1.5m             |                  |                    |
| 히로시마          | 현 히로시마시                | 이쓰쿠시마섬에 매우 큰 높이의 쓰나미가 덮쳤다.(嘉永雑記 기록) |                             | 1m               |                  |                    |
| 스오 도쿠야마     | 현 야마구치현 슈난시         | 5일 밤 갑자기 해수면이 높아지면서 밤사이 평상시보다 6척 정도 높은 파도가 밀려왔으며 6일까지도 계속 해수면이 평상시보다 매우 높았다.(部寄 기록)                                                                           |                             | 1m               |                  | 1.5m               |
| 이요 사이조       | 현 에히메현 사이조시         | |                             |                  |                  | 1-2m               |
| 다카마쓰          | 현 가가와현 다카마쓰시       | 시오타마에서 주택 512채가 붕괴하고 시오하마에서 돌담 3,769개가, 시오조쓰에서 둑 7,226개가 파괴되었다.(靖公実録 기록) |                             | 1.5m             |                  | 1.5m               |
| 아와 무야         | 현 도쿠시마현 나루토시       | 4-5척 높이의 쓰나미가 몰려와 주택, 염전을 덮쳐 대부분이 침수되고 항구에 정박하던 여러 선박도 파괴되었다.(鳴門市史 기록)                                                                                                  |                             | 4m               |                  | 1-2m               |
| 무기              | 현 무기정                    | 3장(30척) 정도의 쓰나미가 몰려오고, 산기슭까지 쓰나미가 몰려와 산을 덮쳤다.(安政元年地震被害高抄出 기록) |                             | 5-6m             | 9m               | 9m                 |
| 아사카와          | 현 가이요정                  | 2장에 달하는 쓰나미가 몰려와 신사 사옥 앞 돌계단 5개 높이까지 물이 들어찼다.(浅川御崎神社大地震津浪記 기록) |                             | 7m               |                  | 6.5-7.2m           |
| 시시쿠이          | 현 가이요정                  | 항구에 2장 3척에 달하는 쓰나미가 몰려왔다.(阿波海嘯誌略 기록) |                             | 5-6m             |                  | 6m                 |
| 도사 무로토무로쓰 | 현 고치현 무로토시           | 쓰나미가 몰아닥쳐 나카마치엔 사람 키 높이를 넘는 쓰나미가 몰려왔고, 신마치 부근도 1장이 넘는 쓰나미가 몰려와 호에이 때와 비슷하게 물이 밀러왔다.(大変記 기록)                                                            |                             | 3m               |                  | 3.3m               |
| 아키              | 현 아키시                    | 가도 도메야마 2곳, 염전 8곳 등이 물에 잠겼다(安芸郡史考 기록) |                             | 4-5m             |                  |                    |
| 다네자키          | 현 고치시                    | 소나무 2개 뿌리가 물에 잠길 정도로 들어왔다. | 11m                         | 5m               |                  |                    |
| 고치              | 현 고치시                    | 해수면이 대략 20척 정도 높아졌다.(浦戸港沿岸震浪記 기록) |                             | 1.8m             |                  |                    |
| 우사              | 현 도사시                    | 우사의 지세는 앞은 높고 뒤는 낮으며 동쪽 이와사키와 서쪽 후쿠시마의 낮은 저지대에서 옛날 호에이 시절에도 침수되지 않았던 것을 믿고 방심하여 낮은 산에 사람들이 모여 있다 많은 사람들이 떼죽음을 당했다.(萩谷名号碑 기록) | 8.5m                        | 7-8m             |                  | 5.8-8.9m           |
| 스사키            | 현 스사키시                  | 대지진 이후 해안가에서 물이 밀려와 큰 배 56척과 작은 배 45척이 완전히 파괴되었다.(発生寺過去帳 기록) | 5m                          | 5m               | 8.9              | 5.5m 아이노고 7-8m |
| 구레              | 현 나카토사정                | 50명의 사람이 야하마야시로산에 올라 화를 면했으며 신사에다가 에마를 매단 못까지 물이 들어찼다. | 해안 12.1m、 야케자카 16.1m | 5.2m             |                  | 5.6-8.3m           |
| 이리노            | 현 구로시오정 오가타초       | 쓰나미가 몰아닥쳐 총 7번의 큰 파도가 왔다갔다 하며 집이 완전히 떠내려가 버렸다. 이날 밤이 되어서야 물이 완전히 밀러났으나 바다 쪽은 온통 뻘밭이 되었다.(加茂神社震災碑 기록)                                             |                             | 6.5m             |                  | 6-6.5m             |
| 오키              | 현 도사시미즈시              | 남쪽에서 온 큰 파도가 항구를 완전히 덮치고 다라노 신사를 넘어 평야 안쪽까지 밀려들어왔다.(幡南探古録 기록) |                             | 5.5m             |                  | 4.9-5.3m           |
| 시미즈            | 현 도사시미즈시              | 에쓰와 시미즈 사이 지역에선 2장이 넘는 쓰나미가 몰려와 육지에 남은 것이 아무것도 없었다.(嘉永七寅年地震津浪記 기록) |                             | 3.5m             |                  | 4m                 |
| 가시와섬          | 현 오쓰키정                  | 바다에서 높은 파도가 보여 소동이 일어나다 물이 밀어와 아무것도 남김없이 쓸어가버렸다.(三災録 기록) |                             | 4m               | 4m               | 3.3m               |
| 스쿠모오시마      | 현 스쿠모시                  | 하이타카 신사의 돌계단이 7개나 잠겼다.(甲寅大地震御手許日記 기록) |                             |                  |                  | 3.2m               |
| 이요 요시다       | 현 우와지마시                | 연안 촌 지역에 쓰나미가 몰아닥쳐 매우 큰 피해를 입었다.(書付留 기록) |                             | 4m               |                  | 3.7m               |
| 우와지마          | 현 우와지마시                | 우와지마성 아래엔 남아나는 것이 없었다.(続地震雑纂 기록) |                             | 4m               |                  | 2-3m               |
| 이카타            | 현 에히메현 이카타정         | 가와나가타에 쓰나미가 덮쳤다.(安政及び寳永年度の南海道地震津浪に関する史料 기록) |                             | 3m               |                  |                    |
| 분고 기쓰키       | 현 오이타현 기쓰키시         | 바다 멀리서 높은 파도가 보이다 이내 물이 안으로 들어차 호수와 구별할 수 없을 정도였다.(杵築町役所日記 기록) |                             |                  |                  | 1.5m               |
| 사이키            | 현 사이키시                  | 신시 하각에 갑자기 높은 파도가 밀려와 진흙뻘이 되버렸다.(御用日記 기록) |                             | 3m               |                  | 요노우즈 7m        |
| 휴가 노베오카     | 현 미야자키현 노베오카시     | 노베오카에서 쓰나미가 덮쳤다.(勤向日記 기록) |                             | 2m               |                  |                    |
| 미미쓰            | 현 휴가시                    | 5일 새벽 미미쓰에 대지진에 이어 높은 쓰나미가 들이닥쳤다.(勤向日記 기록) |                             | 2-3m             |                  |                    |
| 소토라            | 현 니치난시                  | 오비 소토라에서 쓰나미가 몰아닥쳤다.(日向郷土史年表 기록) |                             | 2-3m             |                  |                    |
| 샌프란시스코      |                              | 1피트 정도의 쓰나미가 왔다. |                             |                  |                  | 0.3m               |

### 시모다 및 원거리 쓰나미
전날 도카이 지진의 쓰나미로 파괴된 시모다엔 2m의 쓰나미가 들이닥쳤다. 미국 서해안의 샌프란시스코와 샌디에고의 험조장에선 약 1피트(0.3m)의 쓰나미를 관측했다. 중국 장쑤성 단투 구에서도 장강 수면이 요동치는 것을 관측했다.

### 기이반도

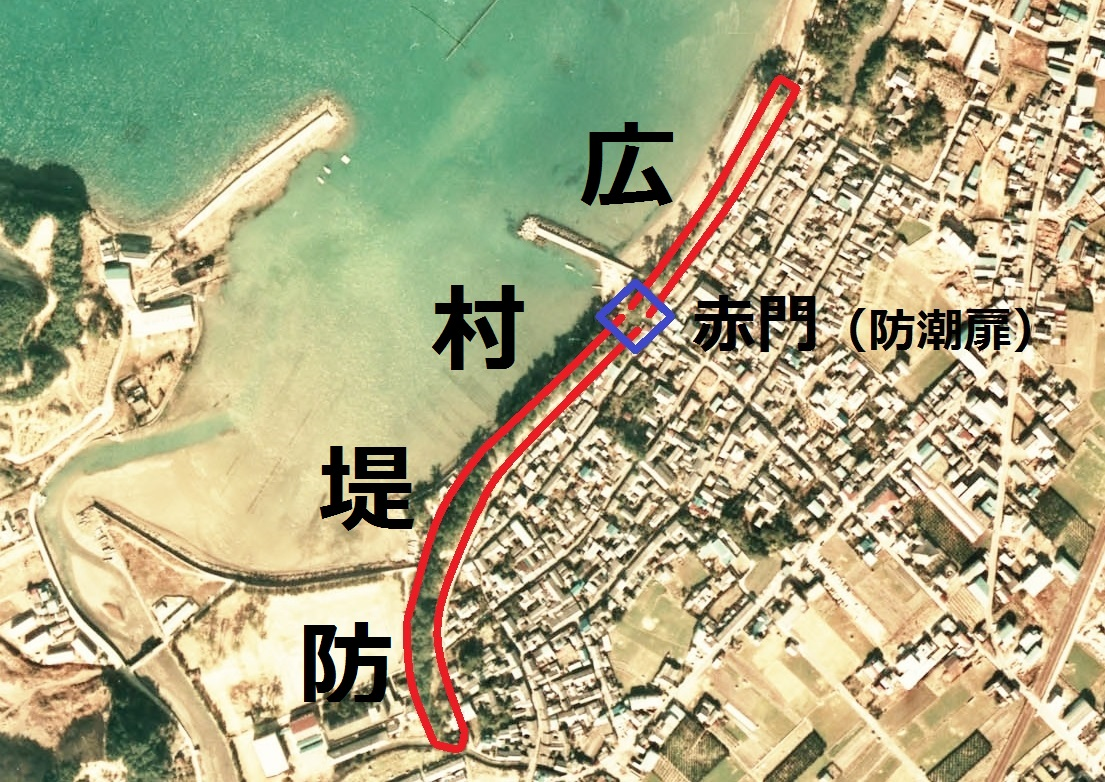
히로무라 제방의 모습.

쓰나미 내습 직전 각지에서 대포를 쏘는 듯한 소리가 들렀다는 기록이 있는데, 기이 다나베 번에선 "마타에선 먹구름 속에서 불덩어리들이 날라다니는 소리가 들리고, 지진 후부터 바다에서 대포를 쏘는 듯한 소리가 들렀다"는 기록이 있다. 또한 다나베의 신당에선 "바다에서 포탄 쏘는 소리가 3번 들리고 나서 봉우리로 올라가니 쓰나미가 몰려와 큰 제방이 무너지고 안으로 물이 밀러들어왔다"(塩崎幸夫家文書)라는 기록이 있다. 여러 고문서에선 전날 일어났던 도카이 지진을 "중간 크기의 지진이 와 파도가 몰아쳤다 나갔다"고 기술하며, 5일 있었던 난카이 지진을 "큰 지진이 와 우물물이 밖으로 튀어나올 정도로 흔들렸다"고 기술하며 쓰나미 제3파가 가장 높게 왔다고 기록되어 있다.
8m의 쓰나미가 몰아닥친 기이반도 히로초에선 하마구치 고료가 추수 후 쌓인 볏짚더미에 불을 붙여 쓰나미가 오는 것을 마을에 알려 피난을 유도한 일화는 고이즈미 야쿠모가 볏단의 불(稲むらの火) 일화로 널리 알렸으며 이후 이마무라 아키쓰네의 제안으로 심상소학교 5학년 국정교과서에도 채택되어 실리게 되었다.
하지만 이 '볏단의 불' 일화에선 지진의 흔들림이 격렬하지 않고 약하게 지나갔다고 쓰여 있으나 실제로 하마무라에선 濱口梧陵手記의 기록에 따르면 "매우 격렬한 진동이 찾아와 기왓장이 떨어지고 벽과 담이 무너질 정도였다"라고 표현하고 있으며 당시 마을 주민들도 전날의 도카이 지진과 쓰나미를 경험하여 난카이 지진의 강한 흔들림에 또 다른 쓰나미가 찾아 올 것을 알고 있었다. 지진 진동에 관해서는 'A Living God' 작품이 집필되기 직전 일어난 1896년 메이지 산리쿠 해역 지진에서 본따 온 것이 보이는 등 사실과 다른 점이 보이긴 하나 일본에선 지진방재에 관한 교훈을 주고 있어 많은 곳에서 사용하고 있다.

### 오사카
오사카에선 지진 후 2시간도 채 안되어 2.5-3m의 쓰나미가 구 요도가와강과 기즈가와강을 거슬러 올라가 하구에 정박하던 선박 수백척이 파괴되고 교량을 파괴하여 많은 익사자가 발생하고 주변 가옥과 창고를 파괴하는 등 큰 피해를 주었다. 이는 호에이 지진때와도 비슷하게 일어났던 현상이었다.

### 아와
아와국 히가시유키(현 도쿠시마현 미나미정)에선 쓰나미고 가옥 백여채가 떠내려가 수많은 사망자가 발생했으며, 무기(현 무기정)에서도 3장이 넘는 쓰나미가 덮쳐 해안가의 가옥 수백채가 도미노처럼 휩쓸려가고 사람들이 산으로 도망쳤으나 20명이 휩쓸러 사망했다는 기록이 있다.
가이후군 아사카와항에선 전날 도카이 지진의 흔들림과 쓰나미로 언덕으로 피난해 왔었는데, 그 다음날에도 계속 언덕에 있던 중 난카이 지진 및 쓰나미가 찾아왔다.
시시쿠이(현 가이요정)에선 전날 있었던 도카이 지진으로 시시쿠이가와강에 3번의 쓰나미가 덮쳐 역류하였다. 이에 여러 사람들이 놀라 산 등지로 짐을 싸고 도망가는 소동이 있었다. 5일 아침엔 물의 수위가 줄어들어 하나 둘 집으로 돌아갔으나 정오 들어서 지각 변동의 여파가 들어오더니 오후 4시 경 난카이 지진이 일어나 사람들이 다시 산으로 도망치고 땅에는 물이 뿜어저 나오는 것이 목격되었다. 이후 덮친 쓰나미로 집 271채 중 141채가 유실되고 8명이 쓰나미에 휩쓸려 사망했다. 시시쿠이우라의 쓰나미 피해는 안세이 시기 외에도 에이쇼 시기, 게이초 시기, 호에이 시기 지진과 합쳐 4개의 지진 및 쓰나미 피해를 정리한 고문서인 "永正九年八月四日・慶長九年十二月十六日・宝永四年十月四日・嘉永七寅年十一月五日四ヶ度之震潮記"에 기록되어 있다.
현재의 고마쓰시마시에선 쓰나미가 해안선에서 1km나 더 안쪽에 있는 하타야마산과 도요우라 신사(현 아카이초)까지 밀려들어왔다고 기록되어 있다.

### 도사
도사에선 오후 5시 경 난카이 지진의 쓰나미 제1파가 닿았다. 스사키(현 고치현 스사키시)와 구레(현 나카토사정)의 피해가 제일 컸으며, 우사(현 도사시)에선 8-9번 쓰나미가 몰아쳤으며 제1파보단 제2-3파가 제일 크고 피해도 많이 주었다고 기록되어 있다.
야스(현 고난시)에선 제3파가 제일 강했으며 주택 300채 중 250-260채가 떠내려갔다고 기록되어 있으며, 남아있던 집도 엄청난 피해를 입었고 마을에서 남은 것은 마을 초입의 소나무(笠松)와 쓰쿠리 양조장의 가네이쓰우보(관영통보)로 가득 찬 창고 뿐이었다. 동전 창고 같은 경우에는 동전 무게로 인해 떠내려가지 않은 것으로 추정된다.
이리노마쓰바라(현 구로시오정)의 가모 신사에는 가로 1.8m, 세로 1.7m의 비석이 있는데 이 비석엔 난해한 한자들이 많이 사용되었으나 해석하면 "4일 낮에 약간의 지진과 함께 파도가 많았다. 이를 영파(鈴波)라고 하고 쓰나미의 전조이다. 5일 신각(申刻)에 대지진으로 기와집도 초가집도 모두 무너졌다. 흙먼지가 자욱하고 사람들은 산 정상을 향해 도망쳤다. 가키세카와강과 후키가미가와강의 수면이 넘치고 최대 제4파에 총 7번의 쓰나미가 몰아쳐 정원과 논 전부가 바다가 되었다. 호에이 4년때도 이런 일이 있었다. 가키세카와강에서 굴러들어온 돌로 후대의 사람들에게 경고하기 위해 이 글을 쓴다"라고 적혀 있다. 여기서 영파(鈴波)는 전날의 도카이 지진을 말하는 것으로 쓰나미의 전조는 아니였으나 사람들에게 경고하기 위한 목적으로 남겨진 대표적인 재해기념비의 모습이다.
도사번이 공의(에도 막부)에게 올린 피해 보고에선 호에이 지진에 비해 쓰나미가 약해 쓰나미 피해는 호에이 지진 때가 압도적으로 큰 것으로 기록되어 있다. 또한 호에이 지진의 보고는 지진 20일 후 올라온 기록으로 충분히 정리된 후에 기록된 피해로 보긴 어려우나 안세이 지진의 피해는 지진 50일 후 시점으로 당시로썬 최종적인 피해 통계인 것으로 볼 수 있었다.
아래 표는 도사 번주가 보고한 호에이 지진 및 안세이 지진 때의 피해 기록이다.
|                     | 호에이 지진 | 안세이 난카이 지진 |
| ------------------- | ----------- | ------------------ |
| 가옥 붕괴           | 4,866       | 2,939              |
| 가옥 유실           | 11,170      | 3,182              |
| 유실 및 손상된 선박 | 768         | 776                |
| 사망자수            | 1,844       | 372                |
| 피해 농지 석고      | 45,170      | 14,121             |
| 대파한 포(浦)       | 61          | 4                  |
| 반파한 포           | 4           | 0                  |
| 대파한 향(郷)       | 42          | 0                  |
| 반파한 향           | 32          | 0                  |

## 같이 보기
- 안세이 도카이 지진
- 볏단의 불 일화
- 재해기념비
- 세계 쓰나미의 날(11월 5일)